# Дошкольное образование в России
Дошкольное образование в России — обучение, воспитание и развитие, а также присмотр, уход и оздоровление детей дошкольного возраста от 2 месяцев до 7 лет.

## История дошкольного образования в России до 1917 года
За последней трети XIX века вслед за странами Западной Европы в России появляются новые типы образовательных заведений.
Первый бесплатный, «народный детский сад» в России для детей горожан из низших слоев населения был открыт в 1866 году при благотворительном Обществе дешёвых квартир в г. Санкт-Петербурге. В том же году Аделаида Симонович открыла платный частный детский сад для детей интеллигенции.
К началу XX века в России было открыто довольно большое число дошкольных учреждений — как платных для интеллигенции и рождающейся буржуазии, так и бесплатных детских садов, площадок, приютов, очагов для детей низших слоев населения, а также для детей-сирот.
В эти же годы возникла методика дошкольного воспитания. Первым журналом, где были опубликованы систематические записки о формах и методах обучения детей дошкольного возраста, стал «Детский сад» под редакцией Аделаиды Симонович. Авторитет издания был достаточно высок, свидетельством тому стало участие в его работе и публикации К. Д. Ушинского.
В 1871 году было создано Санкт-Петербургское общество содействия первоначальному воспитанию детей дошкольного возраста. Общество содействовало открытию курсов по подготовке женщин-воспитательниц в семьях и детских садах, а также проведению лекций по дошкольному воспитанию. Были организованы Фрёбелевские общества в разных городах империи, которые проводили курсы продолжительностью в сезон, год и три года. В 1908 году в Киеве был открыт Фребелевский институт с трехлетним курсом педагогического обучения «садовниц», при котором также были организованы педагогические и психологические лаборатории и детские сады, где студентки могли проходить практику.
В начале XX века появились так называемые домашние детсады — детей приводили на квартиры участников проекта по очереди, а в качестве воспитателей выступали сами родители. В 1908 году в Петербурге было 16 таких садиков.
К 1914 году в стране действовало 150 детских садов на 4000 детей. В 1913—1917 годах Вице-президентом Санкт-Петербургского Общества содействия дошкольному воспитанию была известный российский педагог Елизавета Ивановна Тихеева, занимавшаяся изучением вопросов дидактики и методики начального обучения. С 1913 года она руководила созданным при Обществе содействия дошкольному воспитанию детским садом, которым после 1917 года она руководила до 1928 года.
К 1917 году количество детсадов возросло в России до 280.

## Советская система дошкольного образования
Начало государственной системы дошкольного образования в России было положено после принятия 20 декабря 1917 года «Декларации по дошкольному воспитанию». В этом документе были определены принципы советского дошкольного образования: бесплатность и доступность общественного воспитания детей дошкольного возраста.
В 1918 году на базе Московских высших женских курсов по инициативе профессора К. Н. Корнилова был открыт второй Московский государственный университет, где организовался педагогический факультет с дошкольным отделением.
Количество дошкольных учреждений стремительно росло: с 400 в 1918 году до 4723 через два года. Количество их воспитанников выросло до 250 000. 
Важной вехой создания государственной системы подготовки педагогов дошкольного образования стал первый Всероссийский съезд по дошкольному воспитанию, состоявшийся в Москве в 1919 году.
Первая «Программа работы детского сада» вышла в 1934 году, а в 1938 году были опубликованы «Устав детского сада», определявший задачи работы, структуру и особенности функционирования дошкольных учреждений, и «Руководство для воспитателей детского сада», содержавшее методические указания по разделам работы с детьми. В 1937 году специальным постановлением Совнаркома вводятся ведомственные детские сады, в 1939 году устанавливаются типовые штаты для детских садов всех видов и ведомств.
С 1928 года начал выходить ежемесячный научно-методический журнал «Дошкольное воспитание».
В 1937 году постановлением Совнаркома был дан зеленый свет созданию ведомственных детских садов при заводах и крупных предприятиях, что позволило расширить источники финансирования дошкольного образования и приблизить его к производству.  В то же время появляется форма раннего ухода за детьми — ясли, куда принимали младенцев начиная с 2 месяцев, то есть по окончании декретного отпуска матери. Для продолжения грудного вскармливания матерям предоставлялись оплачиваемые специальные перерывы в течение рабочего дня.
В 1939 году были установлены типовые штаты сотрудников для садиков каждого вида и ведомственной принадлежности. 
К 1940 году  общественным воспитанием были охвачены более двух миллионов воспитанников.
Всплеск количества мест в детских садах был вызван Великой Отечественной войной: к 1945 году количество детсадов возросло до 25 тысяч, против 14.3 тысячи в 1941 году.
После войны продолжилось развитие системы общественного дошкольного воспитания, которое было обусловлено также необходимостью вовлечь женщин в экономику, разрушенную войной, и обеспечить им условия для образования и карьерного роста.
В 1959 году появился новый вид дошкольного образовательного учреждения — ясли-сад, где, по желанию родителей, дети могли воспитываться с двух месяцев до семи лет. Это было вызвано необходимостью совершенствования организации работы дошкольных учреждений и, в частности, установления преемственности в воспитании детей раннего и дошкольного возраста.
В 1964 году была создана комплексная программа воспитания в детском саду, которая стала единым обязательным документом в работе дошкольных учреждений страны. Над программой работали ведущие научно-исследовательские институты дошкольного воспитания АПН СССР и ведущие кафедры дошкольной педагогики. А в 1978 году, после внесения очередных изменений, программа получила название Типовой. Она просуществовала до 1984 года, когда была заменена Типовой программой воспитания и обучения в детском саду.
В связи с реформированием системы образования на пороге 1980-х — 1990-х годов возникла «Концепция дошкольного воспитания». В ней обозначены четыре основных принципа, которые являются основополагающими для экспертных оценок дошкольного образования России: гуманизация — воспитание гуманистической направленности личности дошкольника, основ гражданственности, трудолюбия, уважения к правам и свободам человека, любви к семье, Родине, природе; развивающий характер образования — ориентация на личность ребёнка, сохранение и укрепление его здоровья, установка на овладение способами мышления и деятельности, развитие речи дифференциация и индивидуализация воспитания и обучения — развитие ребёнка в соответствии с его склонностями, интересами, способностями и возможностями; деидеологизация дошкольного образования — приоритет общечеловеческих ценностей, отказ от идеологической направленности содержания образовательных программ детского сада.

## Дошкольное образование в России в XXI веке
После распада СССР и последовавшего за ним резкого падения экономики система дошкольного образования резко сократилась, в первую очередь за счет ведомственных детских садов: приватизируемым предприятиям социальная нагрузка была обузой. Освободившиеся помещения продавали или сдавали в аренду. 
Финансирование дошкольных учреждений отставало от советских стандартов: зарплата педагогических работников была низкой, оснащение не обновлялось.  Перемены в демографической политике и особенно программа материнского капитала способствовали повышению рождаемости, что  повлекло за собой дефицит мест в детских садах даже несмотря на то, что большинство женщин пользовались возможностью отпуска по уходу за ребёнком до возраста 3 лет. В 2012 году более 2 млн детей ждали очереди на место в садике. 
Началось строительство новых детских садов, в том числе ведомственных. В данный момент количество детских дошкольных учреждений достигло 46 тысяч, их посещает свыше 6 млн детей. 
Государственная программа РФ «Развитие образования на 2013–2020 годы» предусматривала формирование качественной предметно-развивающей среды в дошкольных учреждениях и эффективной системы психолого-педагогической экспертизы учебного процесса для развития способностей каждого ребенка. Цели, задачи и предмет дошкольного образования описаны принятым впервые в российской истории Федеральным государственным стандартом.
Лаборатория развития ребенка Института системных проектов МГПУ при участии НИТУ МИСиС и Академии «Просвещение» провела исследование – мониторинг качества дошкольного образования в рамках проекта «НИКО-Дошколка» в 2016–2017 гг.
В исследовании была использована семибалльная шкала – 7 баллов ставятся в том случае, когда развивающий потенциал среды используется оптимально не только для группы детей в целом, но и для каждого ребёнка индивидуально. По результатам исследования, средний индекс качества за 2 года находился на уровне «удовлетворительно» (это 3-4 балла), что говорит о том, что минимальные требования к условиям реализации ФГОС ДО выполняются, но о развивающем характере образовательной среды, достаточных условиях для развития каждого ребенка в целом говорить пока рано. Среди благополучных зон по итогам исследования оказались: доброжелательная атмосфера при общении педагогов с детьми и родителями, позитивное взаимодействие детей друг с другом, вовлеченность родителей в жизнь детского сада и условия для профессионального роста педагогов.